# Mělnická Vrutice
Mělnická Vrutice je vesnice, část obce Velký Borek v okrese Mělník ve Středočeském kraji. Leží asi 5,5 kilometru východně od Mělníka, ležící na potoce Pšovka, připomínána roku 1228. V okolí se nachází významná pramenná oblast pitné vody – vodárna soustřeďuje vodu z pramenů v Řepínském dole a zásobuje odtud některá města Středočeského kraje.

## Historie
První písemná zmínka o vesnici pochází z roku 1227.

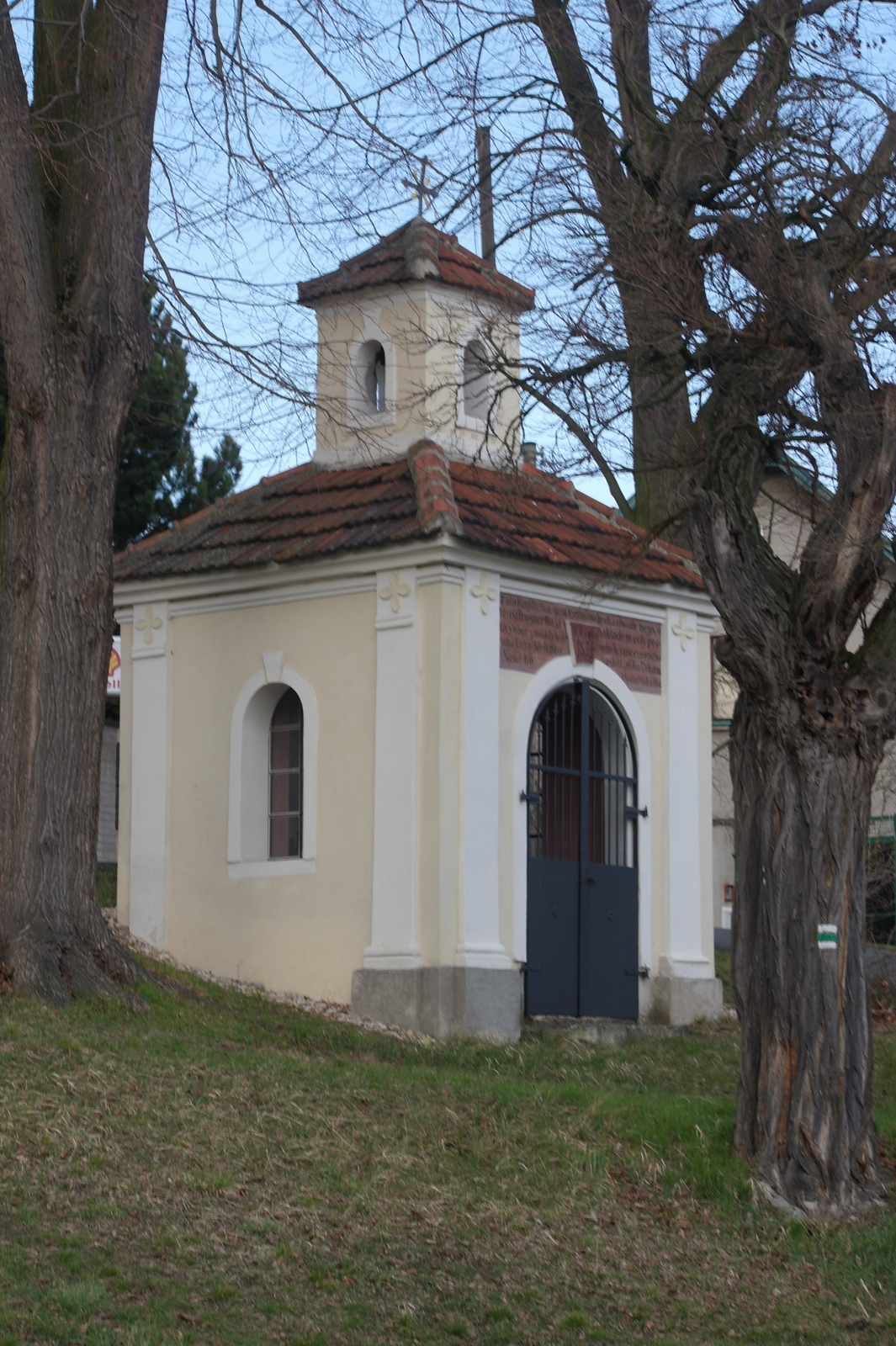

Na okraji vesnice (směr Mělník) se nachází firma Benkor. Firmu založil roku 1932 Josef Beníček v Praze jako mlýn na papriku a obchod s kořením. Později svoji firmu rozšířil do Mělnické Vrutice, kde postavil na tehdejší dobu moderní výrobu s názvem Parní automatické mlýny na papriku a koření. Zásluhou Josefa Beníčka byla vyšlechtěna speciální odrůda kořeninové papriky, která se začala pěstovat v okolí Mělnické Vrutice a tedy nejseverněji v Evropě.

## Přírodní poměry
Do katastrálního území Mělnická Vrutice zasahují národní přírodní památka Polabská černava a přírodní památka Dolní Pšovka.

## Obyvatelstvo
| Rok            | 1869 | 1880 | 1890 | 1900 | 1910 | 1921 | 1930 | 1950 | 1961 | 1970 | 1980 | 1991 | 2001 | 2011 | 2021 |
| -------------- | ---- | ---- | ---- | ---- | ---- | ---- | ---- | ---- | ---- | ---- | ---- | ---- | ---- | ---- | ---- |
| Počet obyvatel | 218  | 254  | 244  | 271  | 298  | 276  | 266  | 225  | 228  | 251  | 179  | 140  | 130  | 165  | 181  |
| Počet domů     | 38   | 44   | 47   | 51   | 57   | 57   | 65   | 74   | 74   | 67   | 58   | 71   | 72   | 76   | 83   |

## Obecní správa
Při sčítání lidu v letech 1850–1960 Mělnická Vrutice byla samostatnou obcí v okrese Mělník. Od 1. července 1960 je částí obce Velký Borek v okrese Mělník.

## Pamětihodnosti

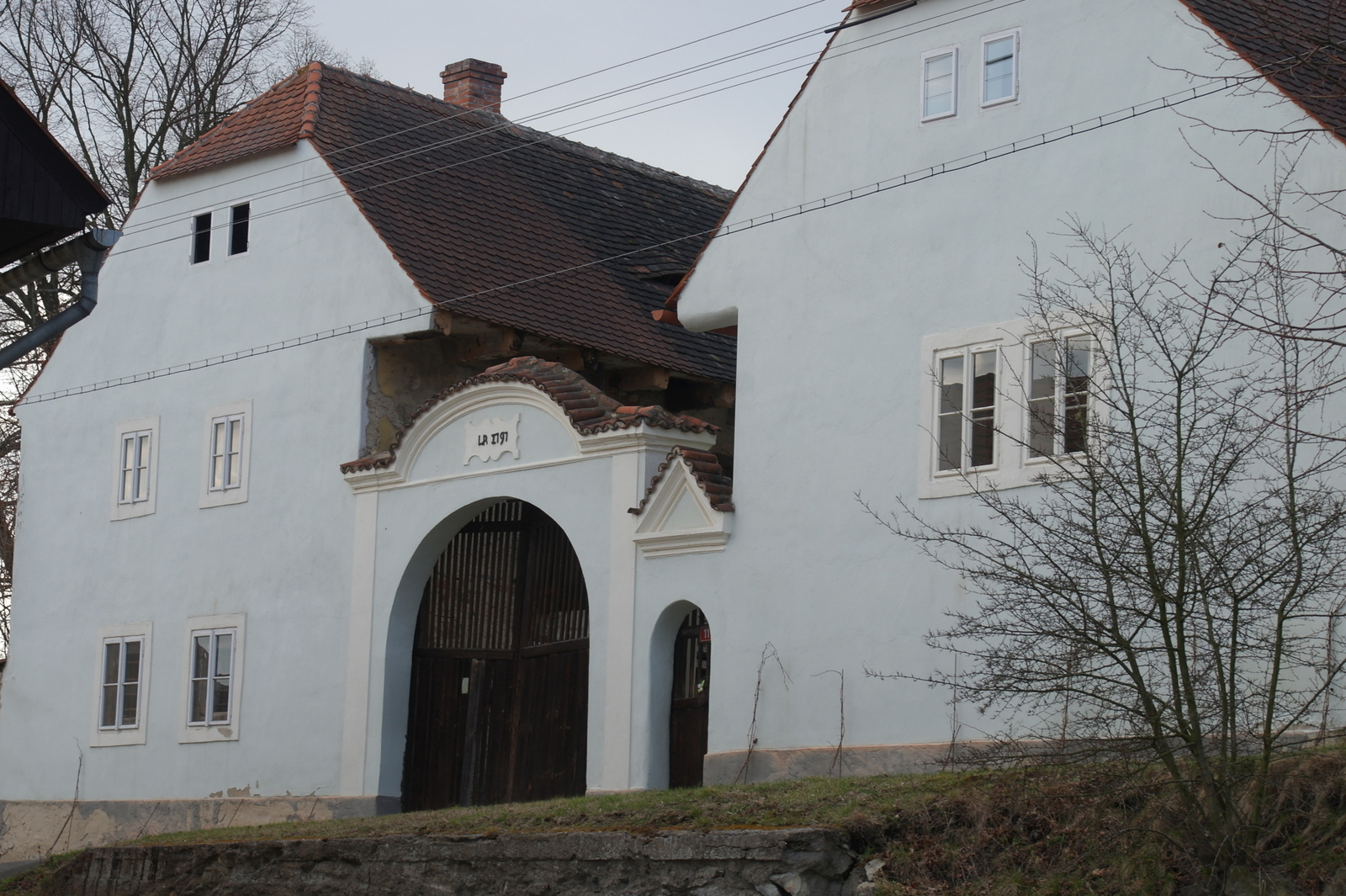

- Zemědělská usedlost čp. 11 (Vraždův statek) – kulturní památka

### Velký pramen
Ve vsi se nacházel tzv. „Velký pramen“ – soustředěný vývěr podzemních vod o vydatnosti kolem 140 l·s−1 vyvěrající ve velkém pramenním jezírku na dolním konci vsi, nedaleko železničního přejezdu. Pramen popisuje ve svém díle mj. nestor české hydrogeologie Ota Hynie. Pramen představoval část drenáže puklinového kolektoru turonských hornin v místě kde tento kolektor vykliňuje (končí). Část vody vyvěrala rovněž skrytě přímo do koryta nedalekého toku Pšovky. V roce 1972 bylo zahájeno jímání podzemní vody skupinou vrtů v nedalekém Řepínském dole a v roce 1979 další skupinou v údolí Pšovky. Krátce po zahájení jímání pramen zanikl. Dočasně se znovu objevil během krátkého extrémně vlhkého období v osmdesátých letech 20. století. Dnes je pramenní jezírko suché. Voda z Turonského kolektoru vyvěrá pouze do toku Pšovky v okolí Jelenice (jižně od Mělnické Vrutice). Mezi lety 2010 a 2016 pramen opět dočasně vyvěral do jezírka. V dnešní době[kdy?] tento pramen zásobuje 250 tisíc obyvatel, přibližný odběr vody je 363 l·s−1. Tato voda odpovídá parametrům kojenecké vody.